# Prati di Coz
I Prati di Coz (Prâs dal Còç in friulano) sono un biotopo e un sito di interesse comunitario del Friuli-Venezia Giulia, che occupano una superficie complessiva di 10 ha nella provincia di Udine, in comune di Flaibano.

## Descrizione

Sirfidi

Rappresentano il lembo di quella che fino agli anni 70 era una vasta area a prato stabile. L'area, oggi è delimitata da pioppi cipressini e varie specie arbustive. Quest'area non ha mai subito il dissodamento ed è costituita da numerose specie vegetali. All'ingresso del parco vi è una piccola area pic-nic attrezzata con panchine e tavolini in legno. Proseguendo lungo il sentiero principale, si trova un'altana utilizzabile per osservare la fauna.

## Ambiente

### Flora
La flora più importante, dal punto di vista naturalistico, è costituita dalle Orchidacee. Si trovano inoltre la Viola Irta, la Potentilla, la Carice primaticcia e le Creste di gallo.

### Fauna
I prati ospitano numerose specie di invertebrati, quali farfalle (Macaone, Zigene, Pollidario, Vanesse, Melitee), Ditteri, Sirfidi, Coccinelle, le Criospe e i Bombi. Tra i vertebrati invece possiamo trovare:

#### Rettili

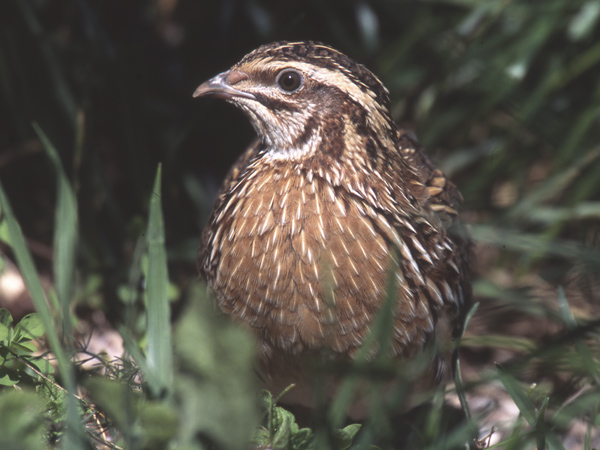
Quaglia

- Carbone
- Ramarro
- Colubro di Esculapio
- Lucertola dei muri
- Orbettino

#### Anfibi

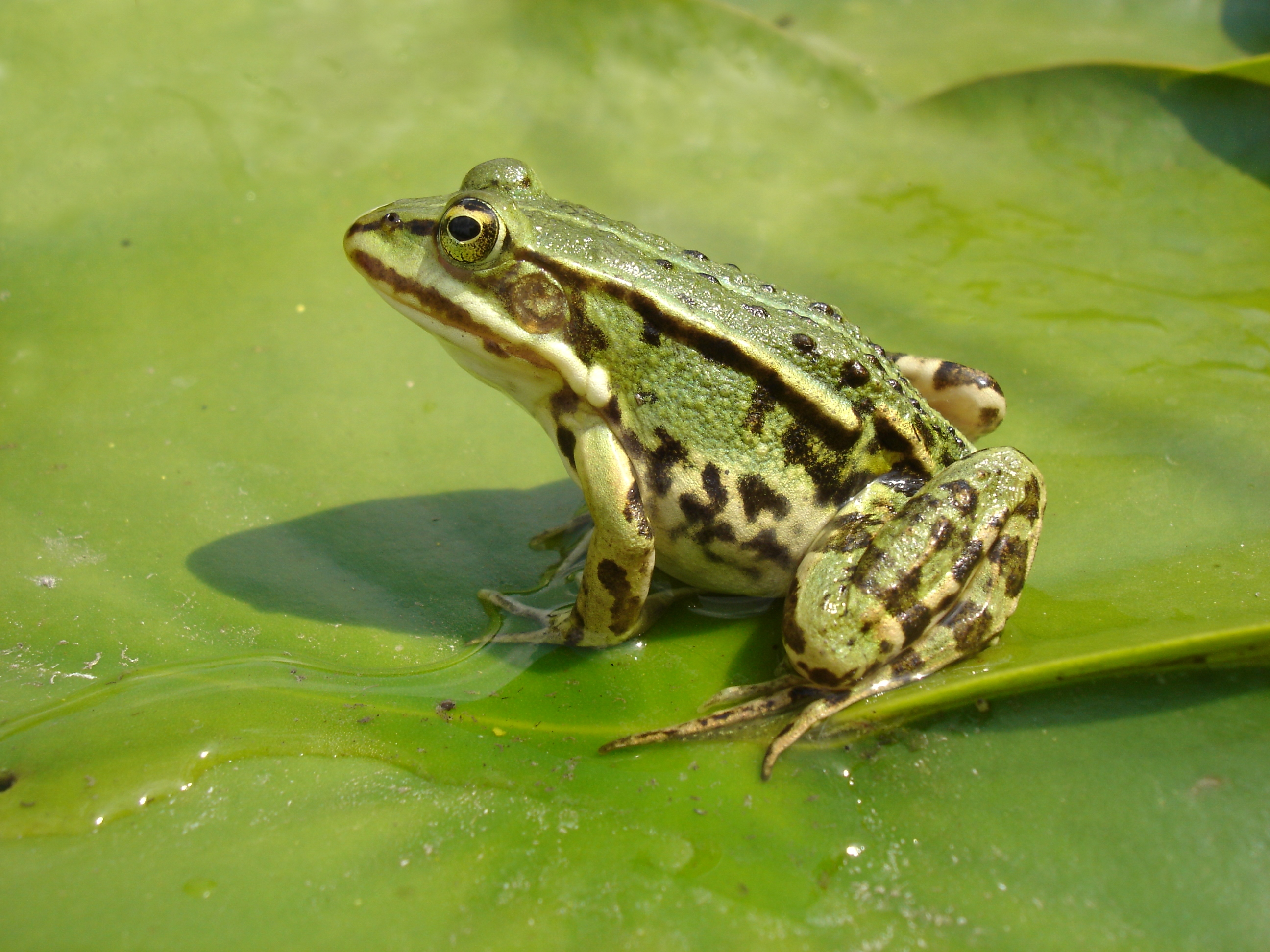
Rana

- Rana
- Raganella
- Rospo smeraldino

#### Uccelli

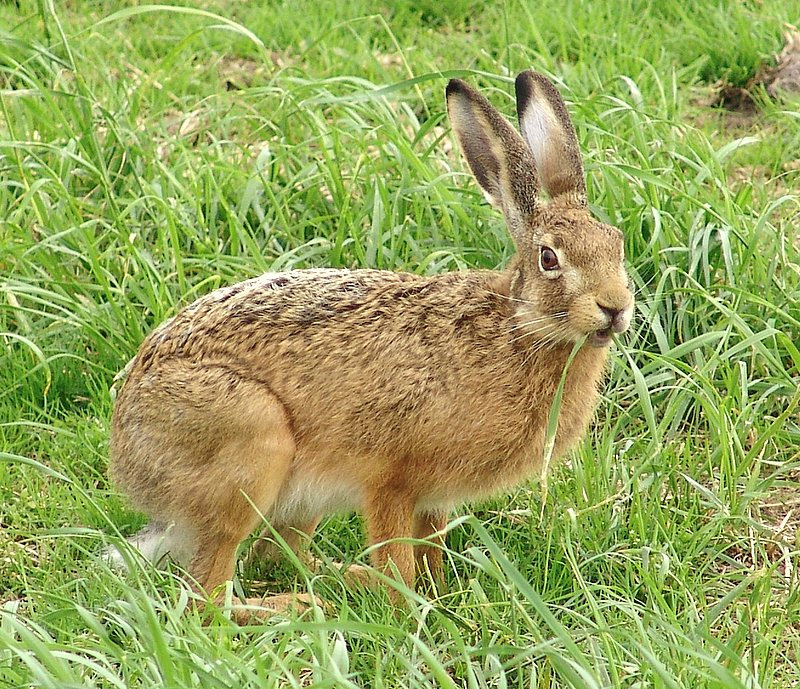
Lepre

- Strillozzo[non chiaro]
- Quaglia
- Poiana
- Gheppio
- Gufo
- Rigogolo

### Mammiferi
- Talpa
- Riccio occidentale
- Faina
- Lepre